# سيان مكيردي
سيان مكيردي (بالإنجليزية: Sean McKirdy)‏ (12 أبريل 1998 بإدنبرة في المملكة المتحدة - ) هو لاعب كرة قدم بريطاني في مركزي الدفاع والوسط. شارك مع منتخب اسكتلندا تحت 16 سنة لكرة القدم ومنتخب اسكتلندا تحت 17 سنة لكرة القدم. أما مع النوادي، فقد لعب مع هارت أوف ميدلوثيان.

## وصلات خارجية
- سيان مكيردي على موقع قاعدة بيانات كرة القدم.إي يو (الإنجليزية)
- سيان مكيردي على موقع Soccerway.com (الإنجليزية)